# Lijst van Alarmschijven in 1985
Deze hits waren in 1985 Alarmschijf bij Veronica op Hilversum 3 en vanaf 1 december Radio 3:
| Nr. | Datum        | Artiest                                    | Titel                                               | Hoogste positie in Top 40                  |
| --- | ------------ | ------------------------------------------ | --------------------------------------------------- | ------------------------------------------ |
| 782 | 4 januari    | Billy Ocean                                | Loverboy                                            | 5                                          |
| 783 | 11 januari   | Kim Wilde                                  | The Touch                                           | 20                                         |
| 784 | 18 januari   | Phil Collins                               | Sussudio                                            | 3                                          |
| 785 | 25 januari   | Elaine Paige & Barbara Dickson             | I Know Him So Well                                  | 26                                         |
| 786 | 1 februari   | David Bowie & Pat Metheny Group            | This Is Not America                                 | 1(2wk)                                     |
| 787 | 8 februari   | ZZ Top                                     | Sharp Dressed Man                                   | 9                                          |
| 788 | 15 februari  | Prince & The Revolution                    | Let's Go Crazy                                      | 18                                         |
| 789 | 22 februari  | Madonna                                    | Material Girl                                       | 8                                          |
| 790 | 1 maart      | Depeche Mode                               | Just Can't Get Enough (live)                        | 5                                          |
| 791 | 8 maart      | The Power Station                          | Some Like It Hot                                    | 13                                         |
| 792 | 15 maart     | Eric Clapton                               | Forever Man                                         | 15                                         |
| 793 | 22 maart     | USA for Africa                             | We Are the World                                    | 1(6wk)                                     |
| 794 | 29 maart     | Go West                                    | We Close Our Eyes                                   | 22                                         |
| 795 | 5 april      | Morris Day & The Time                      | The Bird                                            | 30                                         |
| 796 | 12 april     | Bronski Beat & Marc Almond                 | Love to Love You - I Feel Love - Johnny Remember Me | 17                                         |
| 797 | 19 april     | David Grant & Jaki Graham                  | Could It Be I'm Falling In Love                     | 13                                         |
| 798 | 26 april     | U2                                         | The Unforgettable Fire                              | 8                                          |
| 799 | 3 mei        | Modern Talking                             | You Can Win If You Want                             | 6                                          |
| 800 | 10 mei       | Bobbysocks                                 | Let It Swing                                        | 13                                         |
| 801 | 17 mei       | Rick Springfield                           | Celebrate Youth                                     | 31                                         |
| 802 | 24 mei       | Orchestral Manoeuvres in the Dark          | So in Love                                          | 7                                          |
| 803 | 31 mei       | Trafassi                                   | Wasmasjien                                          | 10                                         |
| 804 | 7 juni       | Talking Heads                              | The Lady Don't Mind                                 | 13                                         |
| 805 | 14 juni      | Propaganda                                 | Duel (Eye to Eye)                                   | 5                                          |
| 806 | 21 juni      | Bruce Springsteen                          | Born in the U.S.A.                                  | 10                                         |
| 808 | 28 juni      | Dennis DeYoung                             | Desert Moon                                         | 32                                         |
| 808 | 5 juli       | Alison Moyet                               | All Cried Out                                       | 19                                         |
| 809 | 12 juli      | Howard Jones                               | Life In One Day                                     | 27                                         |
| 810 | 19 juli      | Baltimora                                  | Tarzan Boy                                          | 1(2wk)                                     |
| 811 | 26 juli      | Kid Creole and the Coconuts                | Endicott                                            | 21                                         |
| 812 | 2 augustus   | Roberto Jacketti & the Scooters            | Make Me Smile                                       | 18                                         |
| 813 | 9 augustus   | René & Angela                              | Save Your Love (For Number 1)                       | 21                                         |
| 814 | 16 augustus  | Propaganda                                 | P:Machinery                                         | 12                                         |
| 815 | 23 augustus  | Tavares                                    | Heaven Must Be Missing an Angel (Remix)             | 8                                          |
| 816 | 30 augustus  | Thompson Twins                             | Don't Mess with Dr. Dream                           | 27                                         |
| 817 | 6 september  | Modern Talking                             | Cheri Cheri Lady                                    | 10                                         |
| 818 | 13 september | U2                                         | Sunday Bloody Sunday                                | 3                                          |
| 819 | 20 september | Five Star                                  | Let Me Be the One                                   | 11                                         |
| 820 | 27 september | Pat Benatar                                | Invincible                                          | 18                                         |
| 821 | 4 oktober    | The Cure                                   | Close to Me                                         | 21                                         |
| 822 | 11 oktober   | Tina Turner                                | One of the Living                                   | 10                                         |
| 823 | 18 oktober   | Grace Jones                                | Slave to the Rhythm                                 | 3                                          |
| 824 | 25 oktober   | Eurythmics & Aretha Franklin               | Sisters Are Doin' It for Themselves                 | 20                                         |
| 825 | 1 november   | Dionne Warwick & Friends                   | That's What Friends Are For                         | 11                                         |
| 826 | 8 november   | Bryan Adams & Tina Turner                  | It's Only Love                                      | 20                                         |
| 827 | 15 november  | Wham!                                      | I'm your man                                        | 4                                          |
| 828 | 22 november  | Talk Talk                                  | Life's What You Make It                             | 13                                         |
| 829 | 29 november  | Pete Townshend                             | Face the Face                                       | 9                                          |
| 830 | 6 december   | Bronski Beat                               | Hit That Perfect Beat                               | 16                                         |
| 831 | 13 december  | Gino Vannelli                              | Hurts to Be in Love                                 | 6                                          |
| 832 | 20 december  | Dolly Dots                                 | Unique                                              | 27                                         |
| -   | 27 december  | geen Alarmschijf ivm Top 100 Jaaroverzicht | geen Alarmschijf ivm Top 100 Jaaroverzicht          | geen Alarmschijf ivm Top 100 Jaaroverzicht |

1969 ·
1970 ·
1971 ·
1972 ·
1973 ·
1974 ·
1975 ·
1976 ·
1977 ·
1978 ·
1979 ·
1980 ·
1981 ·
1982 ·
1983 ·
1984 ·
1985 ·
1986 ·
1987 ·
1988 ·
1989 · 
1990 · 
1991 · 
1992 · 
1993 · 
1994 · 
1995 · 
1996 · 
1997 · 
1998 · 
1999 · 
2000 · 
2001 · 
2002 · 
2003 · 
2004 · 
2005 · 
2006 · 
2007 · 
2008 · 
2009 ·
2010 ·
2011 ·
2012 ·
2013 ·
2014 ·
2015 ·
2016 ·
2017 ·
2018 ·
2019 ·
2020 ·
2021 ·
2022 ·
2023 ·
2024 ·
2025